# Raúl Tamudo
Raúl Tamudo Montero (Barcellona, 19 ottobre 1977) è un ex calciatore spagnolo, di ruolo attaccante.

## Carriera

### Club

#### Espanyol
Prodotto delle giovanili della squadra locale dell'Espanyol, è stato ceduto due volte in prestito di sei mesi a squadre di Liga Adelante prima di affermarsi definitivamente nel 1999-2000. Da quel momento in poi è diventato un titolare inamovibile della squadra arrivando sempre in doppia cifra di gol in nove stagioni in Liga, aiutando la squadra catalana a vincere due Coppe di Spagna: in quella del 2000 ha segnato un gol di testa rubando la palla al portiere dell'Atlético Madrid Toni Jiménez; ha avuto un ruolo fondamentale anche nella finale del 2006 segnando il primo gol al secondo minuto e servendo a Luis García l'assist del secondo gol.
Nel 2000 è stato vicino ai Rangers, ma il trasferimento è saltato dopo che ha fallito le visite mediche. Due giorni dopo ha segnato una tripletta nella partita di Coppa UEFA contro il Grazer A.K. (vittoria in casa per 4-0, 4-1 complessivo).
Nel 2007 ha segnato un gol fondamentale nel derby di Barcellona, con la maglia dell'Espanyol, appena dopo il gol di van Nistelrooy del Madrid a Saragozza: con la sua doppietta il 9 giugno nel 2-2 contro il Barcellona alla penultima giornata della Liga 2006-2007 permette infatti al Real Madrid di vincere il titolo, arrivando al contempo a 112 gol in Liga e diventando così il capocannoniere di tutti i tempi dell'Espanyol (superato il record di 111 gol stabilito da Rafael Marañón nel 1983). Nella stessa stagione ha segnato due dei sette gol della sua squadra in Coppa UEFA, il primo contro i connazionali del Siviglia e il secondo quattro mesi dopo al terzo minuto nella vittoria per 3-2 contro la stessa squadra.
Alcuni infortuni e un calo di forma hanno limitato le sue prestazioni nelle seguenti due stagioni, e nel 2008-2009 ha perso il posto da titolare a seguito dell'acquisto dell'uruguaiano Iván Alonso; tuttavia, nell'ultima partita della stagione, ha segnato 3 gol nella vittoria per 3-0 contro il Málaga ricevendo poi un'ovazione al momento della sostituzione.
La stagione 2009-2010 è stata a dir poco disastrosa per Tamudo in termini sportivi: ha dovuto lottare ancora una volta contro degli infortuni venendo isolato dall'allenatore (e suo ex compagno di squadra) Mauricio Pochettino e ha avuto dei contrasti con la dirigenza per questioni contrattuali; il suo minutaggio potenziale è ulteriormente diminuito nella finestra di calciomercato di gennaio con l'acquisto di un altro argentino, Osvaldo; a fine stagione ha chiuso con solo sei presenze (senza gol).

#### Ultimi anni
All'inizio di agosto 2010, a quasi 33 anni, ha firmato un contratto annuale con la Real Sociedad, club neopromosso in Liga dopo tre anni di assenza. Ha segnato 3 gol nelle prime 4 partite, di cui uno contro il Real Madrid di José Mourinho che sarà anche il primo gol subito sotto la gestione dell'allenatore portoghese. Ma nonostante queste reti la squadra è riuscita a totalizzare solo un punto, perdendo per l'appunto contro il Madrid (2-1 in casa) e contro l'Osasuna (1-3).
Il 26 agosto 2011 ha firmato un contratto annuale con il Rayo Vallecano, club neopromosso in Liga. Gioca principalmente da titolare, segnando un gol contro la sua ex squadra, l'Espanyol (nonostante la sconfitta per 5-1), ma il gol più importante arriva in seguito. Il Rayo lotta per non retrocedere e al '91 è ancora sullo 0-0 in casa contro il Granada ed il Villarreal sarebbe salvo in virtù dello 0-0 contro l'Atlético Madrid. Ma quando arriva la notizia del gol di Radamel Falcao contro i "sottomarini gialli", basterebbe un gol della squadra di Vallecas per salvare il Rayo. Tamudo siglerà il gol a un minuto dalla fine.
Il 14 giugno 2012 viene ingaggiato dal Pachuca, club militante in Primera División de México. Ma l'11 dicembre 2012 l'attaccante spagnolo rescinde dopo soli 4 mesi il suo contratto.
Il 31 gennaio 2013 viene nuovamente ingaggiato dal Vallecano. Il 24 febbraio debutta nuovamente col Rayo in una partita contro il Real Valladolid. Il 17 marzo segna il suo primo e unico gol dal ritorno con la squadra di Madrid al Camp Nou contro il Barcellona, futuro campione di Spagna.

### Nazionale
Membro stabile della nazionale dal 16 agosto 2000 (Germania-Spagna 4-1); è tornato in nazionale dopo due anni segnando un gol fondamentale nella vittoria per 3-1 contro la Danimarca in una partita di qualificazione a Euro 2008 il 13 ottobre 2007. Per coincidenza, ha segnato anche il compagno di squadra nell'Espanyol Albert Riera.
In precedenza aveva anche militato nella Spagna vincitrice della medaglia d'argento alle Olimpiadi estive del 2000 segnando anche un gol nella semifinale contro gli Stati Uniti.

## Statistiche

### Presenze e reti nei club
| Stagione              | Squadra               | Campionato            | Campionato | Campionato | Coppe nazionali | Coppe nazionali | Coppe nazionali | Coppe continentali | Coppe continentali | Coppe continentali | Altre coppe | Altre coppe | Altre coppe | Totale | Totale |
| Stagione              | Squadra               | Comp                  | Pres       | Reti       | Comp            | Pres            | Reti            | Comp               | Pres               | Reti               | Comp        | Pres        | Reti        | Pres   | Reti   |
| --------------------- | --------------------- | --------------------- | ---------- | ---------- | --------------- | --------------- | --------------- | ------------------ | ------------------ | ------------------ | ----------- | ----------- | ----------- | ------ | ------ |
| 1998-gen. 1999        | Espanyol              | PD                    | 19         | 8          | CR              | 3               | 0               | Int                | 6                  | 2                  | -           | -           | -           | 28     | 10     |
| gen.-giu. 1999        | Lleida                | SD                    | 14         | 5          | CR              | 4               | 1               | -                  | -                  | -                  | -           | -           | -           | 18     | 6      |
| 1999-2000             | Espanyol              | PD                    | 34         | 10         | CR              | 6               | 1               | -                  | -                  | -                  | -           | -           | -           | 40     | 11     |
| 2000-2001             | Espanyol              | PD                    | 30         | 11         | CR              | 5               | 1               | CU                 | 3                  | 1                  | SS          | 2           | 0           | 40     | 13     |
| 2001-2002             | Espanyol              | PD                    | 35         | 17         | CR              | 1               | 0               | -                  | -                  | -                  | -           | -           | -           | 36     | 17     |
| 2002-2003             | Espanyol              | PD                    | 29         | 10         | CR              | 1               | 0               | -                  | -                  | -                  | -           | -           | -           | 30     | 10     |
| 2003-2004             | Espanyol              | PD                    | 32         | 19         | CR              | 0               | 0               | -                  | -                  | -                  | -           | -           | -           | 32     | 19     |
| 2004-2005             | Espanyol              | PD                    | 30         | 11         | CR              | 1               | 0               | -                  | -                  | -                  | -           | -           | -           | 31     | 11     |
| 2005-2006             | Espanyol              | PD                    | 29         | 10         | CR              | 3               | 1               | CU                 | 4                  | 2                  | -           | -           | -           | 36     | 13     |
| 2006-2007             | Espanyol              | PD                    | 31         | 15         | CR              | 0               | 0               | CU                 | 7                  | 2                  | SS          | 1           | 0           | 39     | 17     |
| 2007-2008             | Espanyol              | PD                    | 25         | 10         | CR              | 4               | 1               | -                  | -                  | -                  | -           | -           | -           | 29     | 11     |
| 2008-2009             | Espanyol              | PD                    | 26         | 6          | CR              | 0               | 0               | -                  | -                  | -                  | -           | -           | -           | 26     | 6      |
| 2009-2010             | Espanyol              | PD                    | 6          | 0          | CR              | 1               | 0               | -                  | -                  | -                  | -           | -           | -           | 7      | 0      |
| Totale Espanyol       | Totale Espanyol       | Totale Espanyol       | 326        | 127        |                 | 25              | 4               |                    | 20                 | 7                  |             | 3           | 0           | 374    | 138    |
| 2010-2011             | Real Sociedad         | PD                    | 31         | 7          | CR              | 0               | 0               | -                  | -                  | -                  | -           | -           | -           | 31     | 7      |
| 2011-2012             | Rayo Vallecano        | PD                    | 32         | 9          | CR              | 1               | 1               | -                  | -                  | -                  | -           | -           | -           | 33     | 10     |
| 2012-gen. 2013        | Pachuca               | PD                    | 9          | 0          | CM              | 2               | 0               | -                  | -                  | -                  | -           | -           | -           | 11     | 0      |
| gen.-giu. 2013        | Rayo Vallecano        | PD                    | 4          | 1          | CR              | -               | -               | -                  | -                  | -                  | -           | -           | -           | 4      | 1      |
| Totale Rayo Vallecano | Totale Rayo Vallecano | Totale Rayo Vallecano | 36         | 10         |                 | 1               | 1               |                    | -                  | -                  |             | -           | -           | 37     | 11     |
| 2013-2014             | Sabadell              | SD                    | 26         | 4          | CR              | 0               | 0               | -                  | -                  | -                  | -           | -           | -           | 26     | 4      |
| 2014-2015             | Sabadell              | SD                    | 6          | 4          | CR              | 0               | 0               | -                  | -                  | -                  | -           | -           | -           | 6      | 4      |
| Totale Sabadell       | Totale Sabadell       | Totale Sabadell       | 32         | 8          |                 | 0               | 0               |                    | -                  | -                  |             | -           | -           | 32     | 8      |
| Totale carriera       | Totale carriera       | Totale carriera       | 448        | 157        |                 | 32              | 6               |                    | 20                 | 7                  |             | 3           | 0           | 503    | 170    |

### Cronologia presenze e reti in nazionale
| Cronologia completa delle presenze e delle reti in nazionale ― Spagna | Cronologia completa delle presenze e delle reti in nazionale ― Spagna | Cronologia completa delle presenze e delle reti in nazionale ― Spagna | Cronologia completa delle presenze e delle reti in nazionale ― Spagna | Cronologia completa delle presenze e delle reti in nazionale ― Spagna | Cronologia completa delle presenze e delle reti in nazionale ― Spagna | Cronologia completa delle presenze e delle reti in nazionale ― Spagna | Cronologia completa delle presenze e delle reti in nazionale ― Spagna |
| Data                                                                  | Città                                                                 | In casa                                                               | Risultato                                                             | Ospiti                                                                | Competizione                                                          | Reti                                                                  | Note                                                                  |
| --------------------------------------------------------------------- | --------------------------------------------------------------------- | --------------------------------------------------------------------- | --------------------------------------------------------------------- | --------------------------------------------------------------------- | --------------------------------------------------------------------- | --------------------------------------------------------------------- | --------------------------------------------------------------------- |
| 16-8-2000                                                             | Hannover                                                              | Germania                                                              | 4 – 1                                                                 | Spagna                                                                | Amichevole                                                            | -                                                                     | 75’                                                                   |
| 13-2-2002                                                             | Barcellona                                                            | Spagna                                                                | 1 – 1                                                                 | Portogallo                                                            | Amichevole                                                            | -                                                                     | 65’                                                                   |
| 21-8-2002                                                             | Budapest                                                              | Ungheria                                                              | 1 – 1                                                                 | Spagna                                                                | Amichevole                                                            | 1                                                                     | 46’                                                                   |
| 18-2-2004                                                             | Barcellona                                                            | Spagna                                                                | 2 – 1                                                                 | Perù                                                                  | Amichevole                                                            | -                                                                     | 46’                                                                   |
| 18-8-2004                                                             | Las Palmas de Gran Canaria                                            | Spagna                                                                | 3 – 2                                                                 | Venezuela                                                             | Amichevole                                                            | 2                                                                     | 46’                                                                   |
| 3-9-2004                                                              | Valencia                                                              | Spagna                                                                | 1 – 1                                                                 | Scozia                                                                | Amichevole                                                            | -                                                                     | 46’                                                                   |
| 13-10-2004                                                            | Vilnius                                                               | Lituania                                                              | 0 – 0                                                                 | Spagna                                                                | Qual. Mondiali 2006                                                   | -                                                                     | 53’                                                                   |
| 3-9-2005                                                              | Santander                                                             | Spagna                                                                | 2 – 1                                                                 | Canada                                                                | Amichevole                                                            | 1                                                                     | 54’                                                                   |
| 7-9-2005                                                              | Madrid                                                                | Spagna                                                                | 1 – 1                                                                 | Serbia e Montenegro                                                   | Qual. Mondiali 2006                                                   | -                                                                     | 53’                                                                   |
| 13-10-2007                                                            | Aarhus                                                                | Danimarca                                                             | 1 – 3                                                                 | Spagna                                                                | Qual. Euro 2008                                                       | 1                                                                     |                                                                       |
| 17-10-2007                                                            | Helsinki                                                              | Finlandia                                                             | 0 – 0                                                                 | Spagna                                                                | Amichevole                                                            | -                                                                     | 55’                                                                   |
| 17-11-2007                                                            | Madrid                                                                | Spagna                                                                | 3 – 0                                                                 | Svezia                                                                | Qual. Euro 2008                                                       | -                                                                     | 51’                                                                   |
| 24-11-2007                                                            | Las Palmas de Gran Canaria                                            | Spagna                                                                | 1 – 0                                                                 | Irlanda del Nord                                                      | Qual. Euro 2008                                                       | -                                                                     | 57’                                                                   |
| Totale                                                                |                                                                       | Presenze                                                              | 13                                                                    |                                                                       | Reti                                                                  | 5                                                                     |                                                                       |

## Palmarès

### Club
- Coppa di Spagna: 2

Espanyol: 1999-2000, 2005-2006

### Nazionale
- Argento olimpico: 1

Sydney 2000